# Monimail Tower

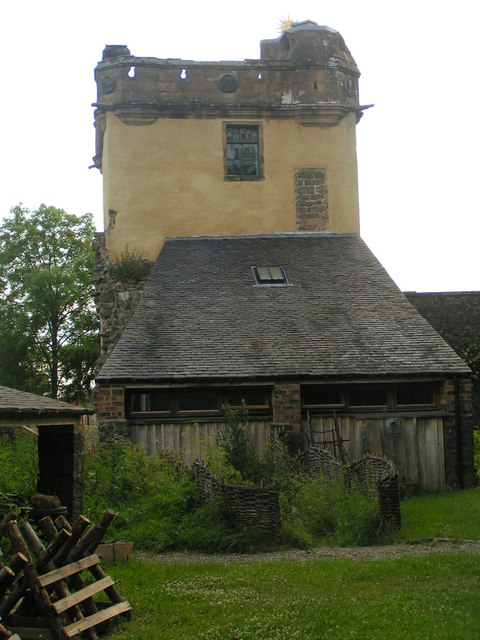
Monimail Tower

Monimail Tower, auch Monimail Palace, ist ein Tower House nahe der schottischen Ortschaft Letham in der Council Area Fife. Es war Teil des Herrenhauses Palace of Monimail beziehungsweise Monimail Palace. 1984 wurde das Bauwerk als Einzeldenkmal in die schottischen Denkmallisten in der höchsten Denkmalkategorie A aufgenommen.

## Geschichte
Im frühen 14. Jahrhundert zählte das Anwesen Monimail zu den Besitztümern des Bistums St Andrews. Als Bischof von St Andrews ließ William de Lamberton dort eine befestigte Anlage, den Palace of Monimail, errichten. Nach der Reformation erwarb James Balfour, Lord Pittendreich das Anwesen. Er ließ die als ruinös beschriebenen Gebäude überarbeiten und veräußerte Monimail im Jahre 1592 an Robert Melville, 1. Lord Melville.
John Melville, 3. Lord Melville schloss die Länderei Raith (siehe Raith House) an Monimail an und erwirkte 1644 die Einrichtung einer Baronie. Nachdem sein Sohn George, 4. Lord Melville 1683 als Mitglied der Rye-House-Verschwörung bezichtigt wurde, floh dieser zunächst nach Hamburg. Zunächst enteignet, sollte es bis 1689 dauern, bis Melville das Anwesen zurückerhielt. Im folgenden Jahr wurde er zum ersten Earl of Melville erhoben. Um seinem politischen Einfluss, der ihm durch seine Ämter als Lord High Commissioner to the Parliament of Scotland und Keeper of the Privy Seal of Scotland in den frühen 1690er Jahren erwachsen war, Ausdruck zu verleihen, ließ Melville zwischen 1697 und 1701 Melville House erbauen, lebte jedoch weiterhin auf Monimail Tower.
Die Errichtung des Monimail Tower wird häufig dem 1546 ermordeten Kardinal David Beaton zugeschrieben. Möglicherweise ließ er ein Vorgängerbauwerk errichten. Der heutige Turm trägt jedoch das Wappen James Balfours und eine Inschrift weist das Baujahr 1578 aus. Möglicherweise entstand Monimail Tower unter Einbeziehung von Fragmenten eines älteren Turms. Im Jahre 1800 waren nur noch Mauerreste des ehemaligen Palastes vorhanden, sodass das Tower House das letzte erhaltene Fragment der Anlage ist.